# Lise Haavik
Lise Haavik, född 23 februari 1962 i Narvik, är en norsk-dansk sångerska. Hon är antagligen bäst känd för att ha representerat Danmark i Eurovision Song Contest i Bergen 1986 med låten "Du er fuld af løgn". Hon är också känd i både Danmark och Norge för att utgjort den ena halvan av popduon Trax.
Haavik växte upp i den nordnorska staden Narvik. Hon kom i kontakt med det musikaliska redan som barn då hennes far, Einar Haavik, är jazzmusiker. Hon flyttade till Danmark 1982 för att studera ekonomi vid Odense Universitet (nu Syddansk Universitet). Året efter flyttade hon till Köpenhamn för att studera vid Copenhagen Business School. Hon kom dock att ge upp sina studier till förmån för sången efter att hon inledde ett samarbete med sin blivande make John Hatting 1983. Denne hade i slutet av 1983 sökt efter en sångerska för att kunna bilda en duo och det blev med Haavik som han bildade Trax. Hon hade tidigare under året deltagit i veckotidningen Se og Hørs amatörtävling i sång och tilldelats andraplatsen och ett skivkontrakt med EMI.
Duon tävlade i Dansk Melodi Grand Prix redan 1984 med låten "Vi hører sammen", hamnade på en sjätteplats och blev rikskända. De återkom till tävlingen året efter med låten "Ved du hva' du sku" och hamnade på en tredjeplats. De gjorde ännu ett försök i 1986 års tävling och vann med låten "Du er fuld af løgn". Det blev dock endast Haavik som framförde bidraget i Eurovision Song Contest i Bergen och lyckades uppnå en sjätteplats av totalt 20 deltagare. Efter tävlingen utgav duon en lp, men avlägsnade sig alltmer från offentligheten. Duon upplöstes under slutet av 1980-talet och paret skilde sig. Haavik har dock fortsatt med sin musikaliska karriär. Hon gav ut ett soloalbum 1988 och deltog i den norska uttagningen till Eurovision Song Contest samma år. Hon lyckades dock inte kvalificera sig till finalen.
År 2007 gav hon ut albumet Cry Me a River. Hon är numera utbildad lärare i "komplett sångteknik".

## Diskografi
Album
- 1988 – Lise Haavik
- 2003 – Piece Of The Cake
- 2007 – Cry Me a River

Singlar
- 1988 – "Har En Drøm" / "Er Det For Sent Nu"